# 迪瓦地区圣迪济耶
迪瓦地区圣迪济耶（法語：Saint-Dizier-en-Diois，法語發音：[sɛ̃ dizje ɑ̃ diwa]）是法国德龙省的一个市镇，属于迪镇区。

## 地理
迪瓦地区圣迪济耶（44°30'51"N, 5°28'38"E）面积13.94 平方千米，位于法国奥弗涅-罗讷-阿尔卑斯大区德龙省，该省份为法国东南部内陆省份，北起顺时针与伊泽尔省、上阿尔卑斯省、上普罗旺斯阿尔卑斯省、沃克吕兹省和阿尔代什省接壤。
与迪瓦地区圣迪济耶接壤的市镇（或旧市镇、城区）包括：迪瓦地区博蒙、迪瓦地区贝勒加德、沙朗、埃斯塔布莱、瓦尔德龙、瓦尔杜勒。

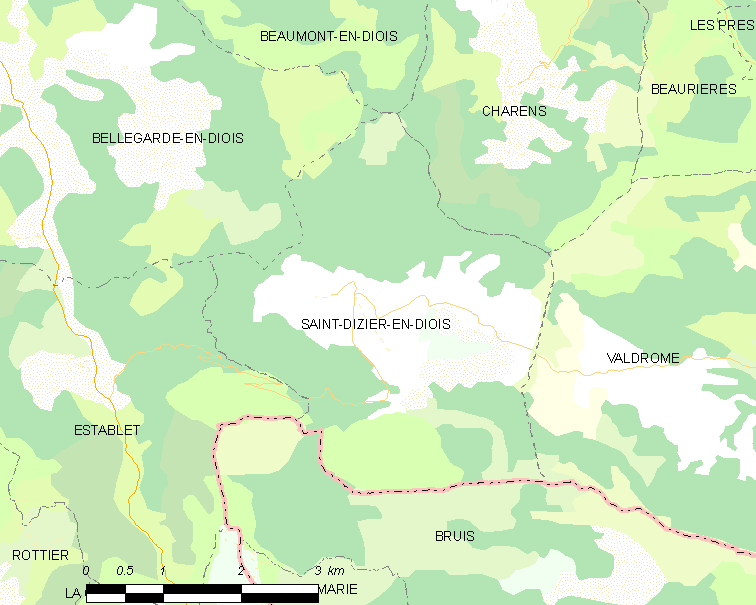
迪瓦地区圣迪济耶的OSM定位图

迪瓦地区圣迪济耶的时区为UTC+01:00、UTC+02:00（夏令时）。

## 行政
迪瓦地区圣迪济耶的邮政编码为26310，INSEE市镇编码为26300。

## 政治
迪瓦地区圣迪济耶所属的省级选区为迪瓦县。

## 人口

1962-2008年间迪瓦地区圣迪济耶人口变化图示

迪瓦地区圣迪济耶于2022年1月1日时的人口数量为46人。